# Resolução 1973 do Conselho de Segurança das Nações Unidas
A Resolução 1973 do Conselho de Segurança das Nações Unidas, sobre a situação na Líbia  foi aprovada em 17 de março de 2011. A resolução autoriza os estados-membros "a tomar todas as medidas necessárias, sem prejuízo do disposto no § 9 da Resolução 1970 de 2011, para proteger os civis e áreas civis densamente povoadas sob ameaça de ataque na Líbia, incluindo Benghazi, ao mesmo tempo em que exclui uma ocupação estrangeira sob qualquer forma, em qualquer parte do território da Líbia. Também estabelece uma zona de exclusão aérea no espaço aéreo da Jamahiriya Árabe Líbia visando a proteção de civis. A exclusão não se aplica aos voos com finalidades humanitárias e assistenciais (tais como provisão de suprimentos médicos, alimentos e envio de trabalhadores humanitários) ou para retirar cidadãos estrangeiros do país. A resolução do Conselho de Segurança foi proposta pela França, Líbano e Reino Unido.
Dez membros do Conselho de Segurança votaram a favor (África do Sul, Bósnia e Herzegovina, Colômbia, Gabão, Líbano, Nigéria, Portugal, e os membros permanentes Estados Unidos, França e Reino Unido). Cinco (Alemanha, Brasil e Índia, e os membros permanentes China e Rússia) abstiveram-se.
A resolução exige "um imediato cessar-fogo" e autoriza a comunidade internacional a estabelecer uma Zona de exclusão aérea sobre a Líbia e a usar todos os meios necessários, exceto a ocupação estrangeira, para proteger os civis.

## Pontos principais
A resolução 1973 (2011) contém os seguintes pontos principais:
- demanda o estabelecimento imediato de um cessar-fogo e o fim completo da violência e de todos os ataques contrários, e abusos de civis;
- impõe uma zona de exclusão aérea sobre a Líbia;
- autoriza todos os meios necessários para proteger civis e áreas povoadas por civis, exceto para uma "força de ocupação externa";
- reforça o embargo de armas e age particularmente contra os mercenários, através de autorização de inspeções forçadas de navios e aviões;
- impõe uma proibição a todos os voos de aeronaves líbias;
- impõe o congelamento de bens em propriedades pertencentes à autoridades líbias e reafirma que, desta maneira, os bens precisam ser usados em benefício do povo líbio;
- estende a proibição de viagens e o congelamento de ativos no exterior, conforme a Resolução 1970 do Conselho de Segurança das Nações Unidas a um certo número de indivíduos e entidades adicionais da Líbia;
- estabelece um quadro de especialistas para observar e promover a implementação de sanções.

## Votação
| Aprovaram (10) | Abstiveram-se (5)                            | Opuseram-se (0) |
| --- | -------------------------------------------- | --------------- |
| - África do Sul - Bósnia e Herzegovina - Colômbia - Estados Unidos - França - Gabão - Líbano - Nigéria - Portugal - Reino Unido | - Alemanha - Brasil - China - Índia - Rússia |                 |

 * Membros permanentes do Conselho de Segurança estão em negrito.